# Буђебер (Трапани)
Буђебер је насеље у Италији у округу Трапани, региону Сицилија.
Према процени из 2011. у насељу је живело 115 становника. Насеље се налази на надморској висини од 115 м.